# Farnworth
Koordinaten: 53° 35′ N, 2° 26′ W

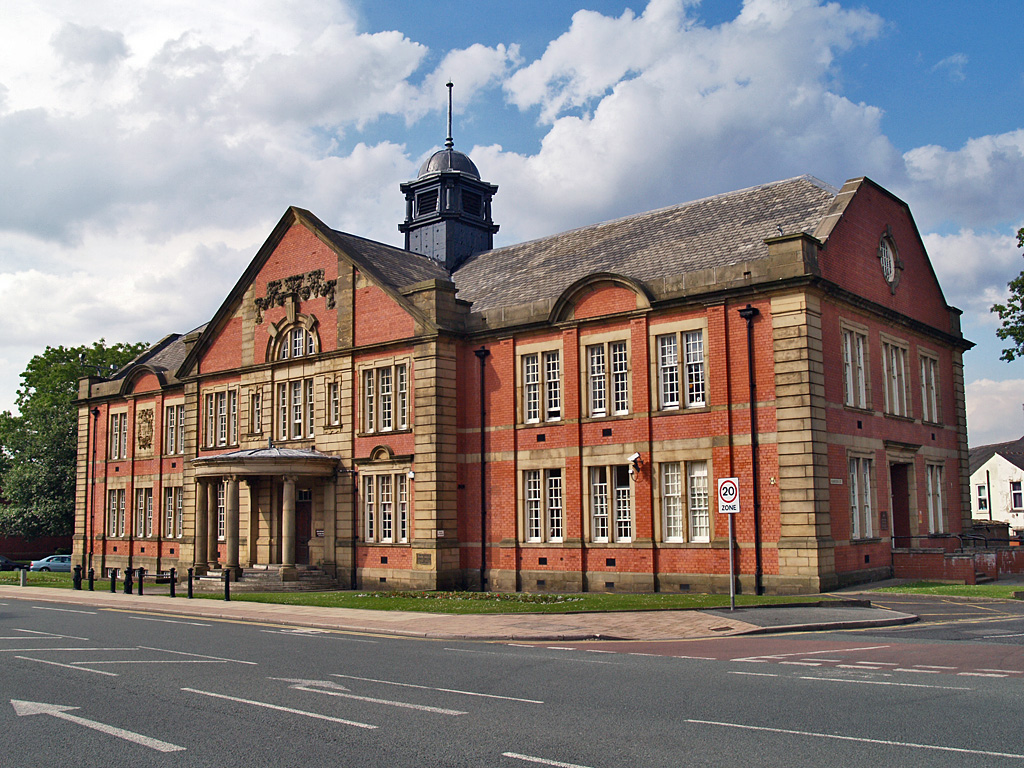
Farnworth Town Hall

Farnworth ist eine Stadt im Metropolitan County Greater Manchester in England. Farnworth gehört dem Verwaltungssitz des Metropolitan Borough Bolton an.
Die Stadt wurde erstmals 1282 als Ffornword erwähnt. 1611 wurde der erste Kohleschacht in Betrieb genommen. Die Stadt ist auch heute noch industriell geprägt.
Sie hat einen Markt, ein Theater und ist bekannt für die unterirdischen Kanäle, die von den Minen nach Worsley führen.
Farnworth ist Heimat des St. Gregory’s Catholic Club, bekannt für die Fernsehkomödie Phoenix Nights.

## Söhne und Töchter der Stadt
- Hylda Baker, Komödiantin
- Alan Ball (1945–2007), Fußballspieler
- Richard Bancroft (1544–1610), Erzbischof von Canterbury
- Simon Barker (* 1964), Fußballspieler
- Chrystal (* 1988 oder 1989), Singer-Songwriterin und Künstlerin
- Chloe Farnworth (* 1989), Schauspielerin
- Frank Finlay (1926–2016), Schauspieler
- Mark Hunt (* 1969), Fußballspieler
- Tommy Lawton (1919–1996), Fußballspieler
- Donald Maclean (1864–1932), Politiker
- Patricia Morris, Baroness Morris of Bolton (* 1953), konservative Politikerin, Mitglied des House of Lords
- David Potts, Popmusiker
- Michael Pollitt, Fußballspieler
- Craig Steadman (* 1982), Snookerspieler